# Idan Nachmias
Idan Nachmias (en hebreo: עידן נחמיאס‎; Ein Zivan, 17 de marzo de 1997) es un futbolista israelí que juega en la demarcación de defensa para el PFC Ludogorets Razgrad de la Primera Liga de Bulgaria.

## Selección nacional
Tras jugar con la selección de fútbol sub-17 de Israel, la sub-19 y la sub-21, finalmente hizo su debut con la selección absoluta el 14 de octubre de 2020 en un partido de la Liga de Naciones de la UEFA contra Eslovaquia que finalizó con un resultado de 2-3 a favor del combinado israelí tras los goles de Marek Hamšík y Róbert Mak para Eslovaquia, y un triplete de Eran Zahavi para Israel.

## Clubes
| Club                          | País     | Año       | Partidos | Goles |
| ----------------------------- | -------- | --------- | -------- | ----- |
| Hapoel Ironi Kiryat Shmona FC | Israel   | 2017-2021 | 136      | 6     |
| Maccabi Tel Aviv F. C.        | Israel   | 2021-2025 | 109      | 8     |
| PFC Ludogorets Razgrad        | Bulgaria | 2025-     |          |       |

## Palmarés

### Títulos nacionales
| Título                 | Club                   | País   | Año  |
| ---------------------- | ---------------------- | ------ | ---- |
| Copa Toto Al           | Maccabi Tel Aviv F. C. | Israel | 2024 |
| Liga Premier de Israel | Maccabi Tel Aviv F. C. | Israel | 2024 |
| Supercopa de Israel    | Maccabi Tel Aviv F. C. | Israel | 2024 |
| Copa Toto Al           | Maccabi Tel Aviv F. C. | Israel | 2025 |
| Liga Premier de Israel | Maccabi Tel Aviv F. C. | Israel | 2025 |